# Piotr Sowisz
Piotr Sowisz (nacido el 10 de septiembre de 1971) es un exfutbolista polaco que se desempeñaba como centrocampista.
Jugó para clubes como el Odra Wodzisław Śląski, Kyoto Purple Sanga y Świt Nowy Dwór Mazowiecki.

## Trayectoria

### Clubes
| Club                      | País    | Año         |
| ------------------------- | ------- | ----------- |
| Odra Wodzisław Śląski     | Polonia | 1989 - 2000 |
| Kyoto Purple Sanga        | Japón   | 2001        |
| Odra Wodzisław Śląski     | Polonia | 2002        |
| Stal Gorzyce              | Polonia | 2002        |
| Świt Nowy Dwór Mazowiecki | Polonia | 2003        |
| Przyszłość Rogów          | Polonia | 2003 - 2006 |
| Start Mszana              | Polonia | 2006        |